# Río Kema (Béloye)
El río Kema (del ruso: Ке́ма) es un corto río del óblast de Vólogda, en Rusia, que desemboca en el lago Béloye, y a través de su emisario, el río Sheksná, acaba vertiendo sus aguas en el río Volga.
Tiene una longitud de 150 km y drena una cuenca de 4.480 km², aunque si se considera con sus fuentes, alcanza los 247 km (sistema río Kema—lago Kémkoye (Кемское озеро)—río Soydo (Сойда) —lago Soydozero (Сойдозеро), y sus pequeñas fuentes (150+12+69+16).
Sus principales afluentes son el Indomanka y el Korba

## Geografía
El río Kema nace como emisario del lago Kémskoye, en las proximidades de la aldea de Ilina. Toma dirección sur atravesando las localidades de Evsinskaya, Borísovo, Véliki Dvor, Mirni —donde recibe, por la derecha, al Niuksha—,  Kabetsovo, Kuznetsovo, Ignátovo y Mironovo —donde recibe, por la izquierda, al río Sheiruchéi—. Ya en su curso medio, recibe por la derecha las aguas de los afluentes  Fominsk y Korba. Tras pasar las localidades de Nikonovo y Nefedovo, recibe las aguas del río Indomanka antes de llegar a Troshino. Continúa su curso, está vez hacia el oeste, por Matvéyeva Gora, Moseyevo, Bosovo, Shugino, Pópovka, Bonga, Levino, Jarbovo, Podgornaya, Kostino, Kuzminskaya, Ganino y Novoselo. Al entrar en curso inferior, el río gira al sur y atraviesa Prokovskoye, Driabloye, Nikólskoye, y Novokemski, poco antes de su desembocadura en el lago Béloye.